# آلینا ارمیا
آلینا ارمیا (به انگلیسی: Alina Eremia) (زاده ۱۵ دسامبر ۱۹۹۳) خواننده و مجری تلویزیون اهل رومانی است.